# Cot Uteun Kuku
Cot Uteun Kuku är en kulle i Indonesien.   Den ligger i provinsen Aceh, i den västra delen av landet, 1 800 km nordväst om huvudstaden Jakarta. Toppen på Cot Uteun Kuku är 192 meter över havet.
Terrängen runt Cot Uteun Kuku är huvudsakligen kuperad, men västerut är den platt.Runt Cot Uteun Kuku är det ganska tätbefolkat, med 86 invånare per kvadratkilometer. I omgivningarna runt Cot Uteun Kuku växer i huvudsak städsegrön lövskog.